# Алексеев, Анатолий Александрович (актёр)
Анатолий Александрович Алексеев (5 мая 1909, Российская империя — 22 января 1988, Ялта, СССР) — советский киноактёр.

## Биография
Родился 5 мая 1909 года, в семье была сестра Лидия и брат Геннадий.
Дебютировал в кино в 1928 году в фильме «Мятеж», где сыграл Дмитрия Фурманова. Снимался в таких жанрах, как драма, военный, биография; сыграл в более чем тридцати фильмах.
В 1962 году переехал в Крым с женой Анной Александровной Алексеевой  и дочкой Ириной. Играл набольшие роли в фильмах, снимавшихся на базе Ялтинской киностудии.
Ушёл из жизни 22 января 1988 года в Ялте, где и похоронен на кладбище Иссары в Виноградном.

## Фильмография
- 1928 — Мятеж — Дмитрий Фурманов
- 1938 — Одиннадцатое июля —  Жуков, красноармеец (нет в титрах)
- 1940 — Небеса — Андрон
- 1942 — Секретарь райкома — Смоляк
- 1942 — Парень из нашего города — Володя
- 1942 — Оборона Царицына — Спиридон
- 1942 — Котовский — красногвардеец
- 1942 — Боевой киносборник № 12 — партизан
- 1943 — Фронт — эпизод
- 1943 — Жди меня — Соловьев
- 1943 — Дни и ночи — Петя (главная роль)
- 1944 — Небо Москвы — старший лейтенант
- 1945 — Небесный тихоход — эпизод
- 1946 — Остров Безымянный — штурман БО
- 1954 — Герои Шипки — Тимофей
- 1955 — Михайло Ломоносов — работник Прокопа Андреевича
- 1955 — Вольница — отец (нет в титрах)
- 1955 — Девушка-джигит — Тарас Остапович Пятихатка
- 1957 — Бессмертная песня — кулак
- 1957 — Балтийская слава — солдат
- 1958 — Олеко Дундич — запевала
- 1958 — Голубая стрела — член Военного совета
- 1958 — В дни Октября — солдат
- 1959 — В твоих руках жизнь — Фёдор Фёдорович
- 1959—1961 — Поднятая целина — казак
- 1961 — Две жизни — солдат
- 1962 — Мальчик с коньками (короткометражный) — санитар
- 1963 — Когда казаки плачут (короткометражный) — эпизод
- 1964 — Хотите — верьте, хотите — нет… — сосед
- 1966 — Не самый удачный день — народный заседатель
- 1967 — Морские рассказы — портовый надзиратель
- 1968 — Беглец из «Янтарного» — эпизод
- 1973 — Чёрный капитан — господин из свиты королевича
- 1976 — Весёлое сновидение, или Смех и слёзы — начальник стражи
- 1983 — Люди и дельфины — Платоныч, капитан